# Puma Punku
Puma Punku, também chamada “Pumapunku” (Nas Línguas Aymara e Quechua puma "cougar, puma" e punku "porta"; em espanhol: Puma Puncu) é um sítio arqueológico composto de um grande complexo de templos e monumentos, fazendo parte do Sitio de Tiwanaku, localizado próximo de Tiwanaku, Bolívia. Arqueólogos acreditam ter sido feito em 5.000 A.C. ou depois.

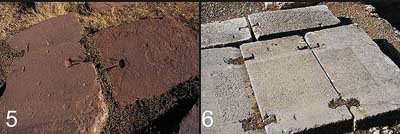
Demonstração da técnica de construção em blocos de pedra.

Tiwanaku é importante nas tradições Inca porque se acredita que o sitio seria onde o mundo teria sido criado. Em Aymara, Puma Punku significa " A Porta De Puma". O complexo de Puma Punku consiste de uma corte ocidental sem muros, uma esplanada central sem muros, uma plataforma com uma cova em frente a uma pedra e uma corte oriental com muro.
Em seu pico, Puma Punku é acreditado ter sido de "inimaginavelmente maravilhoso" adornado com placas de metal polido, colorido com ornamentos de cerâmica e tecido, e visitado por cidadãos bem vestidos, padres e cidadãos da elite usando jóias exóticas. O conhecimento atual deste complexo é limitado por conta de sua idade, a falta de registro escrito e o estado deteriorado do local atualmente devido a saques, mineração para pedras usadas em construção e criação de estradas, junto com o atrito com a natureza.
O complexo de Puma Punku consiste de esplanadas, templos e monumentos, formados com pedra do estilo megalítico. O sítio principal possui 789 metros de comprimento por 485 metros de largura. A borda oeste de Puma Punku é ocupada pela “Plataforma Lítica”, um terraço de pedra de 25,8 de extensão. Este terraço é pavimentado com múltiplos blocos de enormes pedras. A Plataforma Lítica contém a maior pedra encontrada em todo o sítio arqueológico de Puma Punku e Tiwanaku. Baseado nas propriedades da rocha da qual foi extraída, é estimado que essa única pedra tenha 131 toneladas métricas. O núcleo das construções em Puma Punku consiste de argila, enquanto o acabamento consiste de areia e pedregulhos. Escavações no sítio de Puma Punku documentaram a existência de cinco épocas distintas de construção, além de pequenas reformas e remodelagens ocorridas em outras épocas.
Durante seu apogeu, acredita-se que Puma Punku era um local "incrivelmente maravilhoso", adornado com placas de metal polido, cerâmicas de cores brilhantes e ornamentado com quadros e peles, frequentado por sacerdotes e pela elite, que vestiam-se com roupas cerimoniais e jóias exóticas. A compreensão da natureza deste complexo arqueológico ainda é limitada, devido à sua antiguidade, falta de provas escritas e o atual estado de elevada deterioração, tanto pelo desgaste natural mas também devida à depredação causada por visitantes e saqueadores.

## Idade
Pesquisadores tem trabalhado em conjunto para determinar a idade de Puma Punku desde sua descoberta como dito pelo especialista W. H. Isbell, professor da Universidade de Binghamtom, uma datação por Rádio Carbono foi obtida e mostrou que o complexo deve ter sido construído por volta de 536-600 d.C. as escavações das trincheiras mostram que o barro, areia e cascalho do complexo datam no meio de sedimentos do Pleistoceno. E essas escavações também mostram a falta de quaisquer evidências culturais de ocupação da área antes do século VII d.C. 

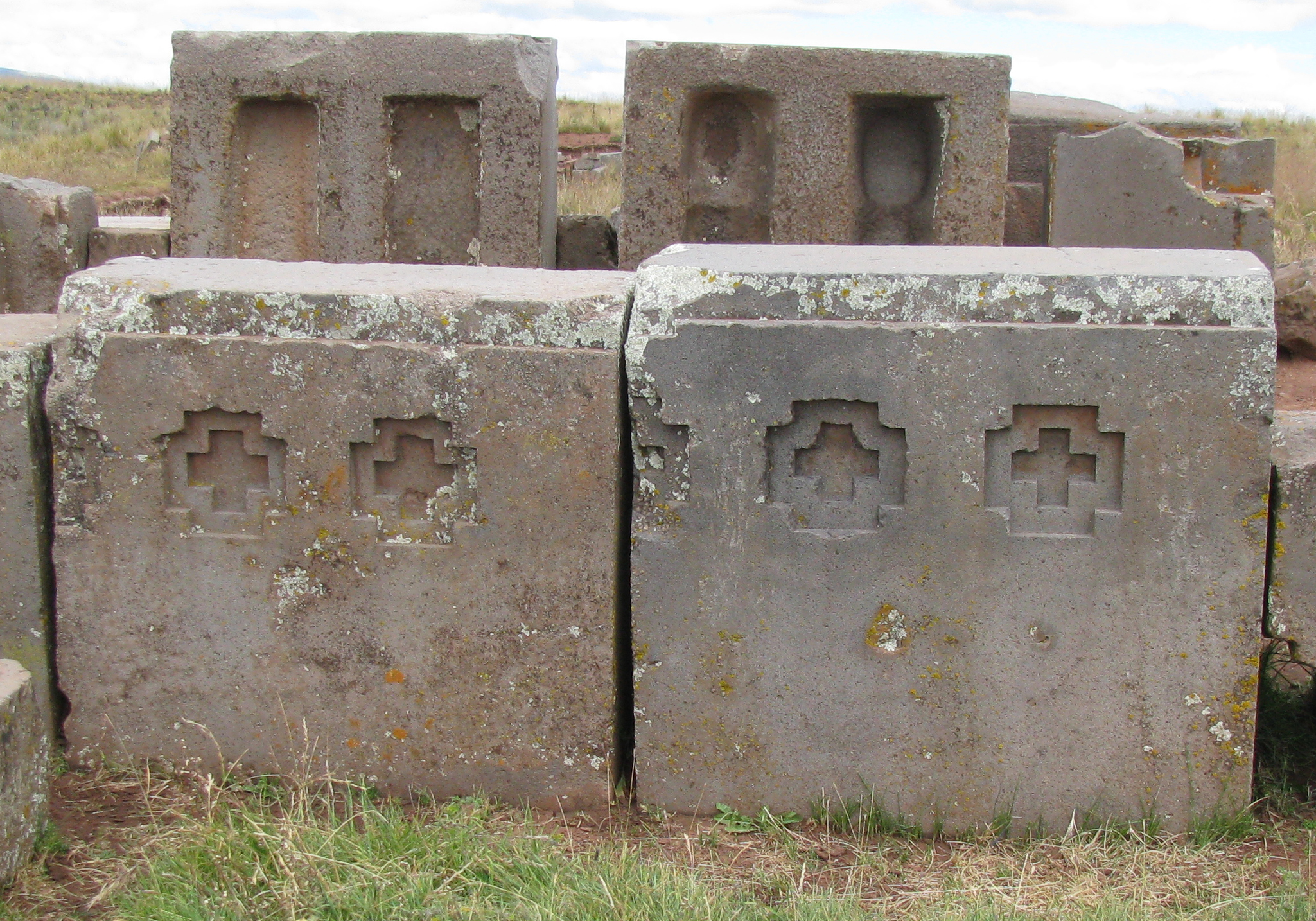
Demonstração da técnica de construção em blocos de pedra.